# مقتلة العلويين في سوريا 2025
مقتلة العلويين في سوريا سنة 2025 هي سلسلة من عمليات القتل الجماعي  ضد العلويين نسبتها جماعات حقوقية إلى مقاتلين متحالفين مع الحكومة الانتقالية السورية والجيش الوطني السوري وسرايا أنصار السنة وأجانب،[بحاجة لمصدر] تركزت خاصة في المنطقة الساحلية من البلاد. اعتبارًا من 12 مارس/أذار 2025، أفادت الشبكة السورية لحقوق الإنسان (SNHR) بمقتل 803 أشخاص، من بينهم مدنيون ومقاتلون، في الاشتباكات منذ 6 أذار وحتى 8 أذار، بينما أفاد المرصد السوري لحقوق الإنسان (SOHR) ومقره المملكة المتحدة بمقتل 1383 مدنيًا موثقاً، منهم 1300 مدنياً علويّاً منذ 6 مارس/أذار، و 1479 مدنياً علوياً حسب تحقيق أجرته وكالة أنباء رويترز  ، فيما يُعتقد أن الأرقام الحقيقية أكبر من ذلك بكثير.
بحسب تحقيق محايد أجرته رويترز في الفترة ما بين 7 و 9 آذار، شهدت القرى العلوية في الساحل السوري أعمال عنف واسعة النطاق. جاءت هذه الأحداث في أعقاب اشتباكات بين مجموعة صغيرة من المقاتلين وقوات النظام، والتي اندلعت بسبب ما وُصف بانتهاكات متكررة ضد المدنيين العلويين، شملت الفصل من الوظائف، والتجويع، واختطاف النساء وسبيهم  والتنكيل بالمدنيين.
في أعقاب هذه الاشتباكات، صدرت دعوات لـ "الجهاد" ضد العلويين من جوامع في إدلب وحماة ومحافظات أخرى، ويُزعم أن هذه الدعوات كانت بتوجيه من السلطات العليا في البلاد. على إثر ذلك، توجه ما يقدر بنحو 200 ألف مقاتل أو أكثر نحو الساحل السوري. قامت هذه المجموعات بأعمال تخريب وسلب وقتل في القرى العلوية من اللاذقية، وصولاً إلى مدينة بانياس وقدرت الوكالة عدد الضحايا المدنيين بحوالي 1500 بينما تشير المصادر المحلية بأن أعداد القتلى تفوق ذلك بكثير. 
حصلت عمليات القتل الكبرى في محافظة اللاذقية، حيث قُتِل مئات المدنيين على مدى يومين، من بينهم على الأقل 52 شخصاً علوياً في بلدتي المختارية والشير في ريف اللاذقية وحدهما. وقعت هذه الأحداث في فترة من التوترات المتزايدة والاشتباكات المسلحة بين قوات الحكومة السورية الانتقالية والمسلحين الموالين للرئيس السوري السابق بشار الأسد، أو فلول النظام السابق كما تصفهم السلطات.
وثّقت الشبكة السورية لحقوق الإنسان مقتل ما لا يقل عن 803 أشخاص بين 6 و10 مارس/آذار 2025، بينهم 39 طفلاً و49 امرأة (إناث بالغات). وسجّلت الشبكة مقتل ما لا يقل عن 172 عنصرًا من قوات الأمن والشرطة والجيش (قوى الأمن الداخلي وأفراد وزارة الدفاع) على يد جماعات مسلحة غير حكومية، بالإضافة إلى ذلك، قُتل ما لا يقل عن 211 مدنيًا، بينهم عامل إغاثة إنسانية، في إطلاق نار مباشر نفذته هذه الجماعات. كما وثقت الشبكة السورية لحقوق الإنسان مقتل ما لا يقل عن 420 مدنياً ومقاتلاً أعزلاً، بينهم 39 طفلاً، و49 امرأة و27 من الكوادر الطبية، على يد القوات المسلحة المشاركة في العمليات العسكرية (فصائل ومجموعات غير نظامية تابعة ظاهرياً لوزارة الدفاع).
نفى رئيس الحكومة الإنتقاليّة في سوريّة أحمد الشرع في مارس/آذار 2025 مسؤوليته عن الهجمات. وفي كلمته، قال الشرع إن "بقايا النظام السابق" ليس لديهم خيار سوى الاستسلام فورًا، وتعهد بمحاسبة "أي شخص متورط في سفك دماء المدنيين". ووعد لاحقا بمعاقبة أي شخص متورط في عمليات القتل، مدعيا أن الموالين للأسد والقوى الأجنبية المرتبطة به ارتكبوا عمليات القتل كوسيلة لزعزعة استقرار الدولة السورية وإشعال حرب الأهلية. وأوضح القصر الجمهوريّ أنه سيعمل على إنشاء لجنة مستقلة لتحديد هويّة المسؤولين عن أعمال العنف.

## الخلفية

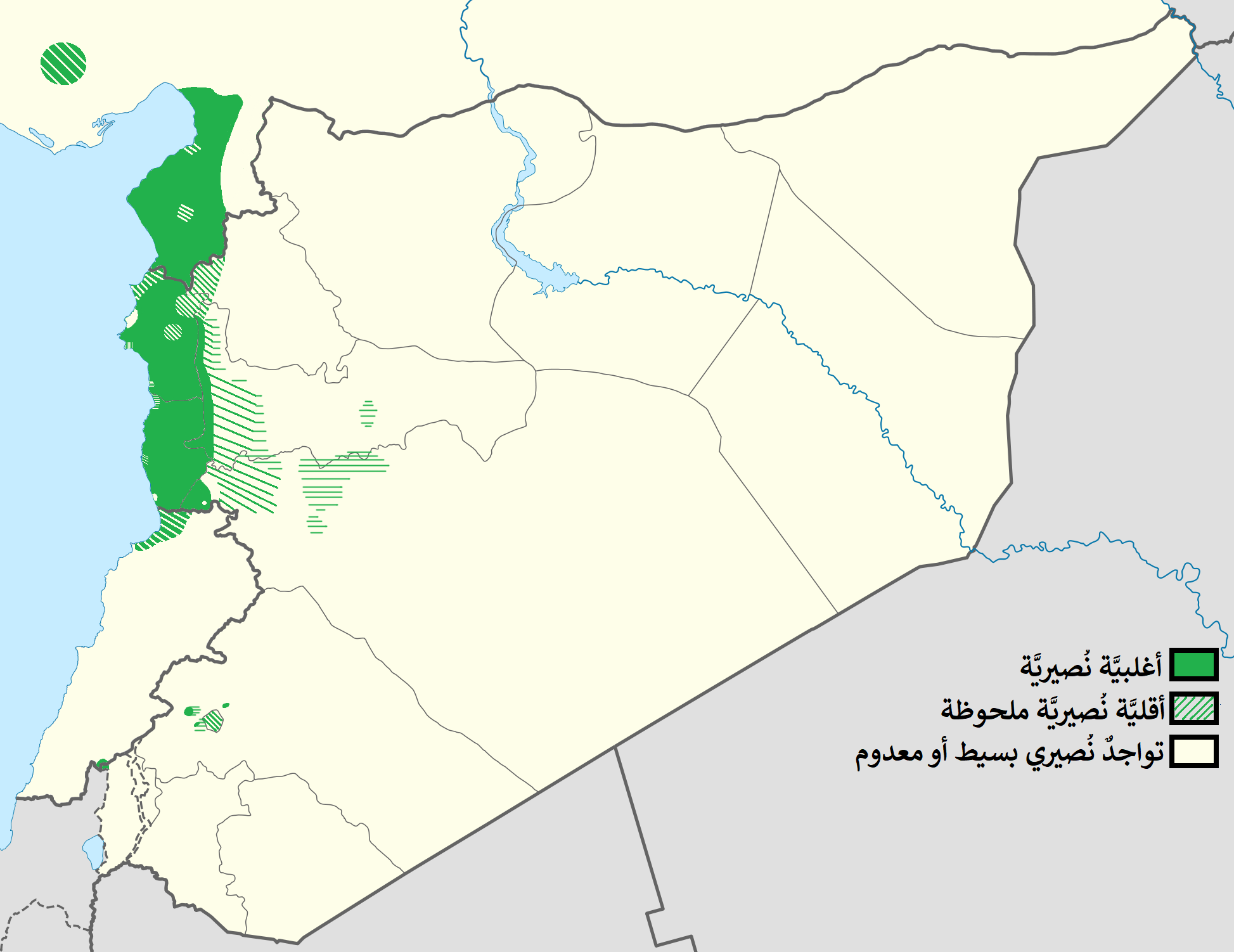
خريطة توضح توزيع العلويون في سوريا والدول المجاورة

كان ساحل سوريا، وخاصة محافظة اللاذقية، بمثابة قلب المجتمع العلوي السوري تاريخيًا، وهي جماعة دينية أقلية تعتبر فرعًا من الإسلام الشيعي، والتي تشكل حوالي 10٪ من سكان سوريا. تنتمي عائلة الأسد، التي حكمت سوريا لعقود، إلى هذه الأقلية الدينية، مما أعطى عددًا صغيرًا من أعضائها مناصب داخل النظام (وخاصة أولئك المرتبطين ارتباطًا وثيقًا بعائلة الأسد وأولئك الذين خدموا في ميليشيات الشبيحة الموالية والمتورطين في الجريمة المنظمة مثل تجارة الكبتاجون)، بينما قمعت المعارضة السورية في المجتمع وصوّرت نفسها على أنها المدافع عن الأقليات ضد الأغلبية السنية. ومع ذلك، كانت حكومة الأسد غير محبوبة بشكل متزايد بين العلويين بسبب فسادها والانهيار الاقتصادي.
بعد سقوط نظام الأسد في ديسمبر/كانون الأول 2024، كانت القرداحة، معقل العلويين، "أول وجهة توجهت إليها فصائل المعارضة، بعد 24 ساعة فقط من دخول العاصمة دمشق. والتقى وفد من المعارضة بشخصيات علوية بارزة هناك، وعاد ببيان دعم منهم"، وفقًا لصحيفة العربي الجديد. 
بعد تشكيل الحكومة الانتقالية السورية تحت قيادة أمير هيئة تحرير الشام آنذاك أحمد الشرع، تم إنشاء "فسيفساء" من قوات الأمن الجديدة في جميع أنحاء المنطقة من قبل الحكومة الجديدة، بما في ذلك: وحدات الأمن العام الأكثر انضباطًا واحترافًا التابعة لوزارة الداخلية التي تسيطر عليها هيئة تحرير الشام التابعة لحكومة الإنقاذ السورية السابقة في المناطق ذات الأغلبية الأقلية مثل اللاذقية وجبلة في محافظة اللاذقية؛ وحدات قيادة العمليات العسكرية (بما في ذلك بعض المقاتلين الأجانب الإسلاميين) التي تم سحبها من المدن إلى المناطق الريفية في أواخر ديسمبر بسبب افتقارها إلى ضبط النفس، ووحدة واحدة من مقاتلي فرسان الشرقية التابعة للجيش الوطني السوري المدعوم من تركيا، والتي تم نشرها في طرطوس؛ والفصائل المحلية العائدة إلى بلداتها الأصلية التي نزحوا منها خلال الحرب الأهلية، على سبيل المثال في سلمية وتلكلخ والقصير ومدينة حمص.
كانت هناك مظاهرات في 25 ديسمبر تدعم النظام القديم، وشعارات طائفية على كلا الجانبين، في اللاذقية في الأيام الأولى بعد سقوط نظام الأسد، فضلاً عن تقارير عن معلومات مضللة تغذي التوترات الطائفية. في اليوم نفسه، نصبت ميليشيات النظام السابق كمينًا لقوات الأمن في ريف طرطوس، فردت عليها قوات هيئة تحرير الشام الخاصة بعملية استمرت ثلاثة أيام، ركزت على خربة المعزة (موطن العديد من الموالين السابقين للنظام)، والتي تضمنت استخدامًا كبيرًا للقوة بما في ذلك إطلاق النار والنهب المزعوم، أول سلسلة من الاشتباكات بين القوات الحكومية والموالين للأسد، وخاصة في المناطق ذات الكثافة السكانية العلوية الكبيرة.
وفي 17 فبراير/شباط، قام أحمد الشرع بزيارة رمزية إلى اللاذقية كجزء من جولة وطنية، حيث التقى بكبار الشخصيات المحلية من مختلف الطوائف.
وذكرت صحيفة جيروزالم بوست الإسرائيلية أن الإدارة السورية الجديدة كانت تعيد هيكلة أجهزة الدولة من خلال عمليات فصل واسعة النطاق للمسؤولين، وكثير منهم من الطائفة العلوية. ووفقًا لنشطاء علويين، فقد تعرض أفراد من طائفتهم للعنف والاضطهاد المستهدف منذ سقوط الأسد، وخاصة في المناطق الريفية بمحافظتي حمص واللاذقية. وقالت الصحيفة إنه على الرغم من التزام الشرع العلني بالحكم الشامل، لم يتم الإبلاغ عن أي اجتماعات رسمية مع كبار ممثلي العلويين، على عكس الاجتماعات الموثقة للإدارة مع قادة من مجموعات أقليات أخرى بما في ذلك الأكراد والمسيحيين والدروز. بالإضافة إلى ذلك، تم الإبلاغ عن العديد من التقارير عن منشورات موزعة على نطاق واسع مليئة بخطاب الكراهية ضد العلويين إلى جانب تدمير وتخريب الأضرحة الدينية العلوية منذ ديسمبر 2024.

## الأحداث

### يناير
من يناير، أفاد معهد الشرق الأوسط، ومنظمة المركز السوري للعدالة والمساءلة الأمريكية، والمرصد السوري لحقوق الإنسان، بعدة حوادث طائفية، بما في ذلك بعض المجازر المزعومة، في الريف الغربي لمحافظة حمص، التي ارتكبت خلال عمليات تفتيش أمنية تهدف إلى نزع سلاح المليشيات الموالية للنظام السابق.
في 14 يناير 2025، أفاد المرصد السوري لحقوق الإنسان أن العلويين من تسنين الواقعة في ريف حمص تعرضوا للهجوم من قبل مسلحين ينسبون أنفسهم إلى غرفة عمليات الفتح المبين.[بحاجة لمصدر] وفقًا للمرصد، بدأ المسلحون عملية اعتقال واسعة النطاق تجاه القرية من الصباح الباكر وحتى بعد ظهر 16 يناير. وحاول العديد من القرويين والشيوخ في تسنين والمستوطنات المجاورة الإبلاغ عن عمليات القتل إلى الشرطة والقوات الأمنية السورية، ولكنهم لم يتلقوا أي استجابة تشير إلى العنف.
في 23 يناير 2025، أطلق قيادة العمليات العسكرية حملة أمنية واسعة النطاق في قرى الحمام، الغزيلة، الغربية وفحل في الريف الغربي لحمص. وزعم أن خلال العملية، قُتل أربعة مدنيين، وأصيب عشرة، واعتقل خمسة آخرين. زعم المرصد السوري لحقوق الإنسان أن المسلحين المتحالفين مع الحكومة أساءوا إلى وأعتدوا على قرويين آخرين، وأجبروا العديد منهم على النبح والعواء كالحيوانات، ودمروا العديد من شواهد القبور في القرية.

### مارس
تصاعد العنف بشكل كبير في 6 مارس 2025، عندما اندلعت اشتباكات مسلحة عنيفة في محافظة اللاذقية بين شرطة الأمن العام وجماعات مسلحة، موالية للرئيس السابق. انتشرت المعارك عبر عدة مدن في المنطقة التي يقطنها العلويون بشكل رئيسي. تركّز العنف في البداية حول منطقة جبلة ولكن سرعان ما انتشر إلى مواقع أخرى. في 7 مارس، فرضت السلطات السورية حظر تجول في مدينتي طرطوس واللاذقية على الساحل السوري. أفاد سكان القرداحة بوجود كثيف للأسلحة في المناطق السكنية، مما منعهم من مغادرة منازلهم بسبب الاشتباكات العنيفة.

#### 5 مارس
وقعت عدة حرائق في المناطق الحرجية بمحافظة اللاذقية، حيث اتهمت الحكومة الانتقالية سبعة عشر منها بأعمال تخريبية من "فلول" نظام الأسد.

#### 6 مارس
في 6 مارس، شنّ فلول نظام الأسد سلسلة من الهجمات المنسقة ضد القوات الأمنية في مدن جبلة وبانياس والمناطق المحيطة بها. اجتاحت القوات المتمردة عدة مواقع. وفقًا للشبكة السورية لحقوق الإنسان، أستولى الفلول على أكثر من 75% من مدينة بانياس في هذه الهجمات.
لضبط الأمن، أرسلت السلطات الحكومية السورية تعزيزات إلى غرب سوريا. وصل الآلاف من الجيش، والجيش السوري الحر، من إدلب، وحلب، ودير الزور إلى الساحل السوري، وانضم العديد من السكان المحليين.
نقل وزير الدفاع السوري القوات العسكرية الحكومية لـ"كسر ظهر بقايا النظام وجعلهم عبرة لكل من يجرؤ على العبث بأمن البلاد". وقام مدير الأمن العام في اللاذقية بالاستجابة أمنية كاملة للمحافظة.

#### 7 مارس
ابتداءً من الساعة 8:00 صباحًا ت ع م+03:00 يوم 7 مارس 2025، دخلت مجموعات مسلحة الأحياء العلوية في بانياس، وهي مدينة ساحلية متعددة الطوائف في محافظة طرطوس. وفقًا لشهادات شهود عيان نقلتها لو موند، تضمنت هذه المجموعات عناصر من وزارة الدفاع وشرطة الأمن العام من المناطق المجاورة بالاشتراك مع مقاتلين وصفوا بأنهم "أجانب"، بما في ذلك أفراد من أصول تعود الى تركستان الشرقية والشيشان كما يزعمون.
ذكرت الشبكة السورية لحقوق الإنسان أن 125 مدنياً قُتلوا خلال 6-7 مارس في هذه الهجمات، بالإضافة إلى مقتل 100 عنصر من قوات الأمن السورية و15 مدنياً على يد المجموعات الموالية للأسد.
بحلول الساعات الأولى من 8 مارس، أفاد المرصد السوري لحقوق الإنسان بمقتل ثمانية وثلاثين مدنياً في المختارية، وأربعة وعشرين في الشير، واثنين وعشرين في قرفيص، وسبعة في منطقة منطقة الحفة، وسبعة في بيت عانا ودوير بعبدة في ريف جبلة، واثنين في يحمور في ريف طرطوس، ونسب المرصد السوري لحقوق الإنسان هذه الحوادث إلى عمليات إعدام ميدانية نفذتها قوات من وزارة الدفاع وإدارة المخابرات العامة على حد وصفه.[بحاجة لمصدر] كما أفاد المرصد أن الشيخ شعبان منصور وابنه قُتلا رمياً بالرصاص في سلحب، محافظة حماة، على يد قوات الأمن الحكومية.
مع الأخذ في الاعتبار التقرير السابق عن مقتل ستين مدنياً في بانياس، أفاد المرصد السوري لحقوق الإنسان بأن 162 مدنياً على الأقل قُتلوا في خمس أماكن منفصلة يوم 7 مارس.
كما وردت تقارير عن عمليات نهب واسعة النطاق للمحال والمنازل من قبل أفراد مجهولين استغلوا حالة غياب الأمن المستمرة، وذلك وفقًا لما أفادت به المفوضية السامية للأمم المتحدة لحقوق الإنسان.  لكن ظهرت مقاطع مصورة أن قوات الأمن تعيد هذه الممتلكات وتضبط الأمن في المنطقة.
في 7 مارس 2025، علّق الرئيس السوري أحمد الشرع على أعمال العنف في المحافظات الساحلية، قائلاً إن عصر التسامح والعفو قد انتهى، وبدأ عصر "التحرير"، داعيًا قوات الأمن إلى حماية المدنيين. وأعلنت وزارة الداخلية أن بعض "الانتهاكات الفردية" ارتكبها مدنيون وميليشيات قامت بأعمال انتقامية رداً على هجمات المجموعات الموالية للأسد. وأضافت الوزارة: "نعمل على وقف هذه الانتهاكات التي لا تمثل الشعب السوري بأسره".

##### محافظة اللاذقية
بحسب مدير المرصد السوري لحقوق الإنسان، قُتل 69 رجلًا في القرى الساحلية. وذكرت الغارديان أنها لم تتمكن من التحقق بشكل مستقل من الفيديو، لكن سي إن إن تمكنت من تحديد موقع أحد الفيديوهات في المختارية. وأفادت رويترز بأن صورًا من بلدة سنوبار أظهرت نحو 20 رجلًا، العديد منهم غارقون في الدماء، مستلقين جنبًا إلى جنب على جانب الطريق في وسط البلدة.
تحققت بي بي سي من مقطعين مصورين يظهران سيارة تجر جثة في اللاذقية. وتجمّع الناس خارج قاعدة جوية روسية قرب جبلة طلبًا للحماية. وأفادت تقارير بأن رجلاً يبلغ من العمر 72 عامًا زُعم أنه سُجن سابقًا لمعارضته نظام الأسد في الثمانينات.

## تقديرات الضحايا
وفقًا للشبكة السورية لحقوق الإنسان، قُتل ما لا يقل عن 803 مدنيين على يد الفصائل المحلية والجماعات الإسلامية الأجنبية المرتبطة بوزارة الدفاع. بينما بحسب رويترز "الأكثر إستقلالية" نشرت تحقيقا وأكدت تعرض 1500 علوي مدني بينهم أطفال ونساء لأفظع جرائم الإبادة العرقية واستندت بتقريرها على تحقيقات. وإثباتات وشهود عيان  وقد تم تصنيف المجازر على أنها إبادة جماعية من قبل المرصد السوري لحقوق الإنسان، ومنظمة التضامن المسيحي الدولية، ومعهد Lemkin لمكافحة الإبادة الجماعية، واتحاد مجتمعات كردستان، والاتحاد الديمقراطي العلوي، واتحاد النساء العلويات الديمقراطي.

## الاستجابة وردود الفعل

### دولية
- الأمم المتحدة: دعت الأمم المتحدة إلى إجراء تحقيق فوري في التقارير عن عمليات القتل المستهدف على أساس الهوية الدينية. وأكدت منظمات حقوق الإنسان على ضرورة وصول محققين مستقلين إلى المواقع لتوثيق جرائم الحرب المحتملة أو الجرائم ضد الإنسانية. وأصدرت عدة دول بيانات تدين العنف ضد المدنيين وتحث جميع الأطراف المشاركة في الصراع السوري على ضبط النفس. وأعربت منظمات دولية عن قلقها بشأن العنف الطائفي المحتمل في المنطقة عقب ورود تقارير عن عمليات قتل مستهدف. وأعرب غير بيدرسن، المبعوث الخاص للأمم المتحدة إلى سوريا، عن قلقه إزاء الاشتباكات والقتل المكثف، مشيراً إلى "تقارير مقلقة للغاية عن سقوط ضحايا مدنيين" في المناطق الساحلية بين قوات الإدارة السورية الحالية، معاقل العلويين الموالين للأسد.[55][56]
- أستراليا: ذكرت وزارة الخارجية والتجارة الأسترالية أن حكومة أستراليا "تشعر بقلق عميق" إزاء تصاعد العنف في سوريا والاعتداءات على المدنيين. وأصرت الحكومة على أن يظهر جميع الأطراف ضبط النفس، وأن يلتزموا بالقانون الدولي فيما يتعلق بحماية المدنيين.[57]
- ايران: قال المتحدث باسم وزارة الشؤون الخارجية، إسماعيل بقائي، خلال مؤتمره الصحفي الأسبوعي: "لا مبرر للهجمات على بعض العلويين والمسيحيين والدروز والأقليات الأخرى"، مضيفا وفق فرانس برس، أن ذلك "أحزن المشاعر وضمير الدول في المنطقة والعالم".[58]
- أنصار الله الحوثيون: أدان عبد الملك الحوثي القتل الجماعي للمدنيين ونشر مثل هذا القتل على وسائل التواصل الاجتماعي. واتهم "الجماعات التكفيرية السورية" بارتكاب إبادة جماعية ضد مواطنين عزل. كما اتهم أوروبا والولايات المتحدة بتمكين قدرتهم على ارتكاب مثل هذه الأعمال دون رادع بهدف زعزعة استقرار الأمة، بينما صورت إسرائيل والولايات المتحدة ودول عربية نفسها كأبطال للسوريين. ووصف وحشية عنف التكفيريين بأنها "هندسة أمريكية وإسرائيلية وصهيونية ويهودية".[59]

- كندا: في 12 مارس، أدان المسؤولون الكنديون ما وصفوه بـ"الفظائع" المرتكبة ضد المدنيين العلويين في غرب سوريا. وفي اليوم نفسه، أعلنت حكومة كندا عن خطط لتخفيف العديد من العقوبات المالية المفروضة على سوريا خلال فترة نظام الأسد، مع السماح بقنوات مصرفية محددة لتحويل الأموال[الإنجليزية]، مثل مصرف سورية المركزي. صرح عمر الغبرا  بأن تخفيف العقوبات سيمكن كندا من المساهمة في بناء دولة سورية "شاملة" وأكثر استقرارًا وسلمية، تضمن حقوقًا متساوية لمواطنيها.[60]

- فرنسا: في 8 مارس، أصدرت وزارة أوروبا والشؤون الخارجية بيانًا يدين كل أشكال العنف ضد المدنيين في سوريا، وطالبت بأن تقوم الحكومة الانتقالية السورية بإجراء تحقيقات مستقلة لمحاسبة مرتكبي أعمال العنف. وأكدت حكومة فرنسا على آمالها في "انتقال سياسي سلمي وشامل" في سوريا لحماية البلاد من العنف والتفكك.[61]

- روسيا: الناطق باسم الكرملين ديمتري بيسكوف صرّح بأن روسيا "تريد رؤية سوريا موحدة ومزدهرة وصديقة"، وأنها على تواصل مع دول أخرى بشأن "القضية السورية".[62] وقارن سفير روسيا لدى الأمم المتحدة بين عمليات القتل الطائفية والإثنية في سوريا والإبادة الجماعية في رواندا عام 1994.[63]

- تركيا: الرئيس التركي رجب طيب أردوغان أعلن: "بصفتنا تركيا، نحن ندين بشدة جميع الهجمات وأعمال الإرهاب والترهيب التي تستهدف وحدة سوريا واستقرارها وسلمها الاجتماعي". وأوضح بعد اجتماع مجلس الوزراء: "بتدخل فعال من قوات الحكومة السورية، تمت السيطرة إلى حد كبير على الحوادث، لكن الوضع على الأرض لا يزال حساسًا". كما أوضح أن الشرع يتبع سياسة شاملة "دون الوقوع في فخ الانتقام".[64]

- الإمارات العربية المتحدة: أدانت وزارة الخارجية والتعاون الدولي الهجمات التي شنها المسلحون على قوات الأمن السورية وأكدت دعم الإمارات لـ"استقرار سوريا وسيادتها وسلامة أراضيها".[65]

- الولايات المتحدة: أدان وزير الخارجية ماركو روبيو عمليات القتل وأعرب عن تعازيه. كما أشار إلى أن "الولايات المتحدة تقف إلى جانب الأقليات الدينية والإثنية في سوريا، بما في ذلك المجتمعات المسيحية والدرزية والعلوية والكردية"، مؤكداً على ضرورة محاسبة "مرتكبي هذه المجازر ضد الأقليات السورية".[66]

- اللجنة الدولية للصليب الأحمر: أصدرت اللجنة الدولية للصليب الأحمر بيانًا أعربت فيه عن "قلقها الشديد" إزاء العنف المبلغ عنه، وشددت على ضرورة عدم استهداف المنشآت الطبية، والسماح بوصول الرعاية الصحية دون عوائق، وضمان وصول العاملين الإنسانيين إلى الجرحى والضحايا.[67][إخفاق التحقق]

- الجماعات الكردية: أدانت مجموعة واسعة من منظمات حقوق الإنسان الكردية تصاعد العنف في الساحل السوري، وطالبت المجتمع الدولي بإجراء تحقيقات مستقلة في جرائم الحرب ضد العلويين.[68]

- الإدارة الذاتية لشمال وشرق سوريا: اتهم مجلس سوريا الديمقراطية الرئيس السوري أحمد الشرع بـ"تكرار ما فعله الرئيس السابق بشار الأسد" فيما يتعلق بالمجازر في المناطق الساحلية.[69]